# Людницкий, Юрий Леонидович
Юрий Леонидович Людницкий (30 июня 1922, Москва — 2001) — советский тренер, хоккейный арбитр всесоюзного (1959) и международного (1962) уровней, хоккеист и футболист, участник ВОВ.

## Биография
Родился 30 июня 1922 года в Москве.
В 1941 году был мобилизован в армию в связи с началом ВОВ и прошёл всю войну. Начал играть в хоккей юношеской команде «Динамо», затем выступал как футболист за сталинабадский «Большевик» и московское «Торпедо». Впоследствии работал футбольным тренером.
В 1957 году начал свою карьеру хоккейного арбитра. обслуживал матчи чемпионата СССР (1957—1966) и международные матчи в 1959—1963 годах. В 1960—1964 годах входил в десятку лучших арбитров СССР. После этого вновь вернулся к тренерской работе.
Скончался в 2001 году.